# Мјанмар на Светском првенству у атлетици у дворани 2010.
Мјанмар је учествовао на Светском првенству у атлетици  у дворани 2010. одржаном у Дохи од  од 12. до 14. марта. У свом другом учешћу на светским првенствима у дворани, репрезентацију Мјанмара Острва представљала је једна атлетичарка, која се такмичила у трци на 400 метара.
Представница Мјанмара није освојила ниједну медаљу, а оборила поправила је лични рекорд.

## Резултати

### Жене
| Атлетичарка    | Дисциплина | Лични рекорд | Група      | Група      | Полуфинале            | Полуфинале            | Финале                | Финале       | Детаљи |
| Атлетичарка    | Дисциплина | Лични рекорд | Резултат   | Место      | Резултат              | Место                 | Резултат              | Место        | Детаљи |
| -------------- | ---------- | ------------ | ---------- | ---------- | --------------------- | --------------------- | --------------------- | ------------ | ------ |
| Kay Khine Lwin | 400 м      |              | 1:00,78 ЛР | 6. у гр. 1 | Није се квалификовала | Није се квалификовала | Није се квалификовала | 20 / 20 (22) |        |